# 京都地方気象台
京都地方気象台（きょうとちほうきしょうだい）は、京都府京都市中京区にある地方気象台。

## 概要
大阪管区気象台の管轄下にあり、京都府内の地上気象観測、地域気象観測（アメダス）、生物季節観測からなる気象観測業務、予報業務、地震情報・防災・広報業務を行っている。京都府北部は以前は舞鶴海洋気象台で独自に予報業務を行っていたが、2013年4月1日より業務を移管され、京都府全域が管轄区域となった。また、府県週間天気予報においては、11月1日～翌年3月31日の冬季は冬型の気圧配置などの影響で府内でも大きく天気が大きく変わってくるため、「北部」と「南部」に天気予報区分を細分して予報を発表している。

## 沿革
- 1880年（明治13年）1月 - 京都御苑内に京都府観象台としてを設立。
- 1880年（明治13年）10月15日 - 京都の観象台で気象観測開始。
- 1892年（明治25年）9月1日 - 京都で天気予報を開始。
- 1913年（大正2年）12月1日 - 現在地（京都市中京区西ノ京笠殿町38）に移転。
- 1939年（昭和14年）11月1日 - 京都府測候所から京都測候所と改称（国営移管）。
- 1957年（昭和32年）9月1日 - 京都地方気象台に昇格。
- 2012年（平成24年）- 舞鶴海洋気象台から、京都府北部の予報業務を移管される[1]。

## 天気予報区分
京都府南部
- 南丹・京丹波 - 南丹市及び船井郡京丹波町
- 京都・亀岡 - 京都市、亀岡市、向日市、長岡京市及び乙訓郡大山崎町
- 山城中部 - 宇治市、城陽市、八幡市、京田辺市、久世郡久御山町、綴喜郡井手町及び宇治田原町
- 山城南部 - 木津川市、相楽郡笠置町、和束町、精華町及び南山城村

京都府北部
- 丹後 - 宮津市、京丹後市、与謝郡与謝野町及び伊根町
- 舞鶴・綾部 - 舞鶴市及び綾部市
- 福知山 - 福知山市